# Lolita (orque)
Pour les articles homonymes, voir Lolita (homonymie).
Lolita, également connue sous les noms de Tokitae et de Sk'aliCh'elh-tenaut, née vers 1966 au sein du groupe L de la population d'orques résidentes du Sud et morte le 18 août 2023 à Miami (États-Unis), est une orque femelle capturée en 1970 dans le détroit de Puget, puis exploitée par le Miami Seaquarium jusqu'à sa mort.
Long de 6,10 mètres et d'un poids de 3 200 kg, cet animal a vécu cinquante-trois ans en captivité. Elle est surtout connue pour le combat opposant différentes organisations de défense des droits des animaux et le Seaquarium

## Histoire
Le 8 août 1970, Lolita est capturée à Penn Gove, dans le détroit de Puget, aux États-Unis (état de Washington). Elle fait alors partie d'un groupe de sept jeunes spécimens capturés et vendus à des parcs d'attraction à travers le monde. Cette capture est réalisée par Ted Griffin et Don Goldberry, des spécialistes dans les opérations de capture qui mènent alors une grande campagne, nommée Namu Inc, qui a pour conséquence la mise en captivité d'environ quatre-vingts orques.
Tokitae, premier nom donné au mammifère après sa capture, est acquis par le delphinarium du Miami Seaquarium grâce à l'intervention de l'un de ses vétérinaires, le Dr Jesse White, pour 6 000 dollars (mais certaines sources avancent le chiffre de 20 000 dollars). À son arrivée au Seaquarium, Tokitea rejoint une autre orque, un mâle nommé Hugo qui a été capturé et intégré au delphinarium deux ans avant l'arrivée de la femelle. Le nom de Tokitae est alors changé en Lolita d'après celui de l'héroïne du roman de Vladimir Nabokov, ce que rapporte le journal américain The News.
Lolita et Hugo passent dix années ensemble dans le bassin à baleine (Whale Bowl en anglais), d'une longueur de 24,4 mètres (80 ft) pour une largeur de 18,3 mètres (60 ft). Durant cette période, le couple s'accouple plusieurs fois, mais sans que les animaux se reproduisent. Hugo meurt le 4 mars 1980, à la suite de nombreux traumatismes crâniens dus aux impacts répétés de sa tête contre les parois du bassin, actes considérés par des militants comme Len Varley comme suicidaires. Depuis cet événement, Lolita reste la seule orque de ce delphinarium et vit avec les dauphins à flancs blancs du Pacifique.

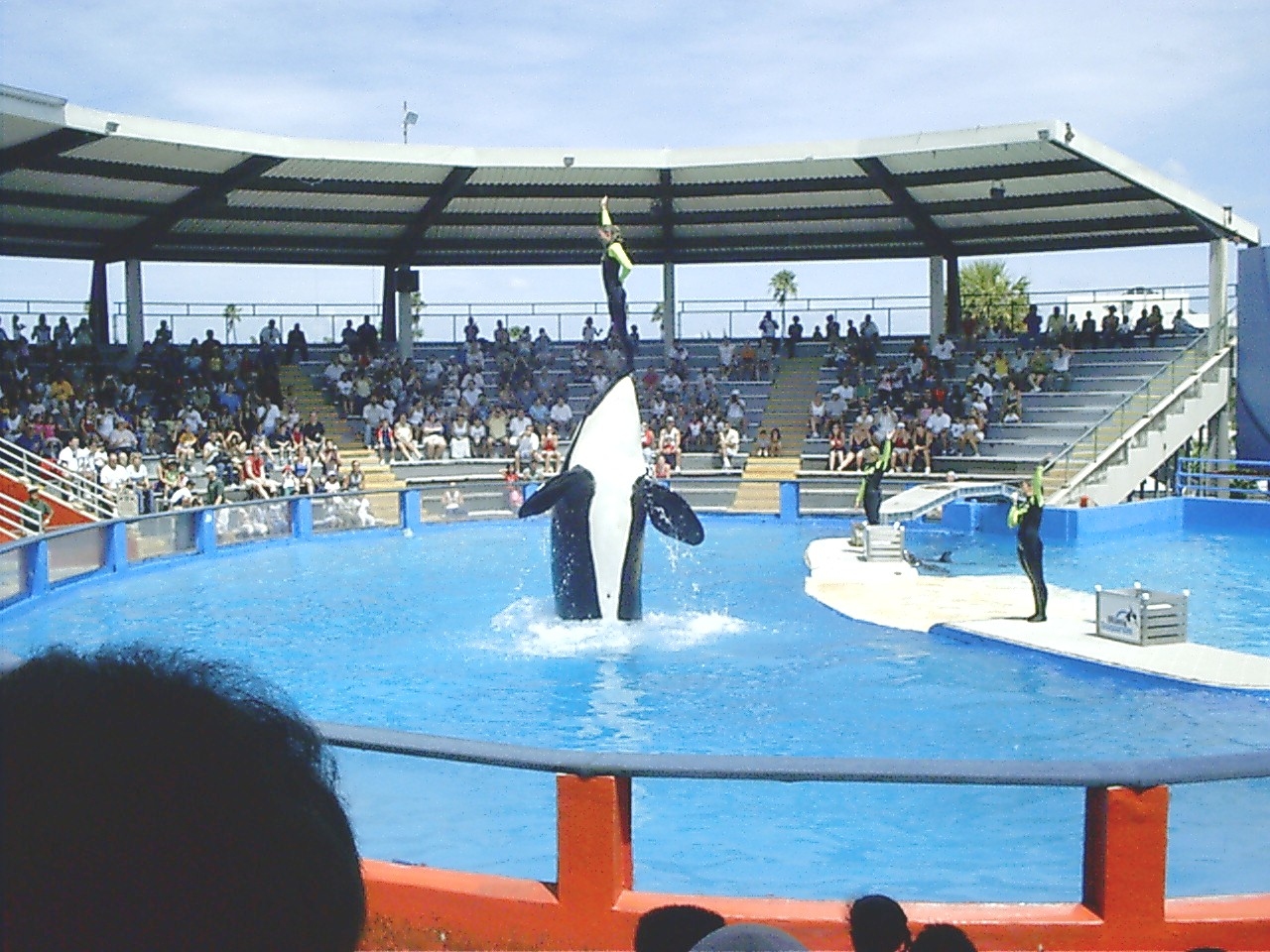
Lolita (Tokitae), l'orque.

Le 18 août 2023, le Miami Seaquarium annonce qu'elle est morte des suites d'une insuffisance rénale après avoir montré des signes de détresse au cours des deux jours précédents.

## Controverse
Depuis que Lolita est devenue la principale attraction du Seaquarium de Miami, elle est un symbole et une cause à défendre pour les militants écologistes et les groupes de défense des animaux. En 2008, Lolita est le sujet d'un documentaire intitulé Lolita : esclave du divertissement (Lolita : Slave to entertainment en anglais) dans lequel de nombreux militants dont certains célèbres comme Ric O'Barry, l'ancien entraîneur animalier ayant collaboré à la série télévisée Flipper le dauphin, prennent la parole pour dénoncer ce qu'ils considèrent comme des conditions de vie déplorables de l'animal et pour demander sa réintroduction en milieu naturel.

## Bataille judiciaire
En novembre 2011, l'ALDF (Animal Legal Defense Fund), le PETA et trois personnes initient une action en justice contre le National Marine Fisheries Service (NMFS) pour mettre fin à l'exception que représente la non-prise en compte du cas de Lolita dans le Endangered Species Act (ESA), loi qui traite de la protection des orques sur la côte ouest des États-Unis. Le NMFS partagea néanmoins rapidement la position des groupes de défense des animaux et annonce que le cas de Lolita serait réintégré dans le périmètre de la loi ESA d'ici à 2015.
Le 12 mai 2015, PETA, ALDF, Orca Network et deux personnes privées ont envoyé une lettre au Miami Seaquarium, où l'orque Lolita est détenue dans un bassin sans la compagnie d'un individu de son espèce. Ils avertissent l'entreprise de leur intention d'intenter des poursuites en vertu de l'ESA.
Grâce à une pétition internationale, Lolita bénéficie désormais de la même protection que celle que la loi accorde au reste de sa famille libre. La lettre affirme que l'emprisonnement de Lolita au Seaquarium est une "prise" illégale (c'est-à-dire qu'elle est maltraitée, harcelée et / ou blessée) en violation de l'ESA.
PETA, ALDF, Orca NetWork et d'autres défenseurs de Lolita dans le monde militent depuis des années pour que l'orque solitaire soit transférée dans le sanctuaire qui l'attend au large des îles San Juan (État de Washington). Elle pourrait y interagir avec son pod familial et le rejoindre à terme. En liberté, les orques résidentes du Sud passent souvent toute leur vie avec leur mère. Lolita a semblé reconnaître les appels de son pod des décennies après sa capture et sa mère, Ocean Sun, 86 ans, serait là pour l'accueillir. À cet égard, Lolita est considérée pour beaucoup comme la meilleure candidate à la réhabilitation parmi toutes les orques captives des USA.